# Benzil grupa
U organskoj hemiji, benzil je supstituent ili molekulski fragment koji ima strukturu . Benzil sadrži benzenski prsten vezan za  grupu.

## Nomenklatura
U IUPAC nomenklaturi prefiks benzil se odnosi na  supstituent, na primer benzil hlorid ili benzil benzoat. Benzil nije isto što i fenil, čija formula je . Termin benzilni se koristi za opisivanje pozicije prvog ugljenika kovalentno vezanog za benzen ili drugi aromatični prsten. Na primer pozitivno naelekrisanje, koje je stabilizovano u toj poziciji se naziva "benzilni" karbokatjon.
Benzil slobodni radical ima formulu . Benzil karbokatjon ima formulu ; karbanjon ima formulu . Ovi molekulski oblici se ne mogu formirati u znatnim količinama pod normalnim uslovima, ali su korisni u objašnjavanju mehanizama hemijskih reakcija.

### Skraćenice
Skraćenica "Bn" se često koristi za označavanje benzil grupa u nomenklaturi i u strukturnim opisima hemijskih formula. Na primer, benzil alkohol se može predstaviti kao BnOH. Ova skraćenica se razlikuje od "Bz", koja označava benzoil grupu , kao i fenil grupe , skraćeno "Ph".